# Luciano Puccini
Luciano Puccini (Roma, 2 gennaio 1942) è uno scenografo, designer e set decorator italiano.
Ha collaborato come scenografo con i più grandi registi italiani e stranieri: Franco Zeffirelli, Luchino Visconti, PierPaolo Pasolini, Florestano Vancini, Renato Castellani, Jeorg Kukor, Richard Flascher,  Ser Nevil Coghil.

## Carriera
Luciano Puccini ha lavorato in pochi film però con registi molto vari, la sua carriera fu breve però intensa.
La sua prima scenografia era per il film Romeo e Giulietta, con la quale ottenne il Nastro d'argento alla migliore scenografia 1969. Lo stesso anno aveva anche firmato le scenografie dei film Teorema di Pier Paolo Pasolini e Ruba al prossimo tuo (1968) di Francesco Maselli. Durante gli anni settanta lavorerà anche con Gianfranco Parolini, Giorgio Stegani, Massimo Dallamano, Alberto Sordi, e Luigi Comencini.

## Filmografia
- Romeo e Giulietta (1968), regia di Franco Zeffirelli, (architetto-scenografo)
- Ruba al prossimo tuo (1968), regia di Francesco Maselli, (architetto-scenografo)
- Teorema (1968), regia di Pier Paolo Pasolini, (scenografo)
- Non commettere atti impuri (1971), regia di Giulio Petroni, (scenografo)
- È tornato Sabata... hai chiuso un'altra volta! (1971), regia di Gianfranco Parolini, (scenografo)
- Milano: il clan dei calabresi (1974), regia di Giorgio Stegani, (architetto-scenografo)
- Il medaglione insanguinato (1975), regia di Massimo Dallamano, (scenografo)
- Il comune senso del pudore (1976), regia di Alberto Sordi, (scenografo)
- L'ingorgo (1979), regia di Luigi Comencini, (assistente scenografo)
- Liquirizia (1979), regia di Salvatore Samperi, (scenografo)
- Topo Galileo (1987), regia di Francesco Laudadio, (scenografo)

## Riconoscimenti
- Nastro d'argento alla migliore scenografia 1968 per Romeo e Giulietta.